# Segundo-luz
O segundo-luz é uma unidade de comprimento útil em astronomia, telecomunicações e física relativística. É definido como a distância que a luz viaja no vácuo do espaço em um segundo e é igual a exatamente 299792458 metros. Assim como o segundo forma a base para outras unidades de tempo, o segundo-luz pode formar a base para outras unidades de comprimento, variando do nanossegundo-luz (299.8 mm ou pouco menos de um pé internacional) ao minuto-luz, horas-luz e dias-luz, que às vezes são usados em publicações científicas populares. O ano-luz mais comumente usado também é atualmente definido como igual a precisamente 31.557.600 segundos-luz, uma vez que a definição de um ano é baseada em um ano juliano (não o ano gregoriano) de exatamente 365.25 dias, cada um de exatamente 86400 segundos SI.

## Uso em telecomunicações
Os sinais de comunicação na Terra raramente viajam precisamente na velocidade da luz no vácuo de espaço. Distâncias em frações de segundos-luz são úteis para o planejamento de redes de telecomunicações.
- Um nanosegundo-luz tem quase 300 milímetros (299.8 mm, 5 mm menos que um pé),[2] o que limita a velocidade de transferência de dados entre as diferentes partes de um grande computador.
- Um microsegundo-luz tem cerca de 300 metros.
- A distância média, sobre a terra, entre lados opostos da Terra é de 66.8 milisegundos-luz.
- Os satélites de comunicações têm normalmente 1.337 milisegundos-luz (órbita terrestre baixa) a 119.4 milisegundos-luz (órbita geoestacionária) da superfície da Terra. Portanto, sempre haverá um atraso de pelo menos um quarto de segundo em uma comunicação via satélite geoestacionário (119.4 ms vezes 2); esse atraso é apenas perceptível em uma conversa telefônica transoceânica roteada por satélite. A resposta também terá um atraso de um quarto de segundo e isso é claramente perceptível durante as entrevistas ou discussões na TV quando enviadas por satélite.

## Uso em astronomia
O segundo-luz é uma unidade conveniente para medir distâncias no Sistema Solar interno, uma vez que corresponde muito de perto aos dados radiométricos usados para determiná-los. (A correspondência não é exata para um observador baseado na Terra por causa de uma correção muito pequena para os efeitos da relatividade). O valor da unidade astronômica (aproximadamente a distância entre a Terra e o Sol) em segundos-luz é uma medida fundamental para o cálculo das efemérides atuais (tabelas de posições planetárias). Geralmente é citado como "tempo-luz para distância unitária" em tabelas de constantes astronômicas e seu valor atualmente aceito é 499.004786385(20) s.
- O diâmetro médio da Terra é de cerca de 0.0425 segundos-luz.
- A distância média entre a Terra e a Lua (a distância lunar) é de cerca de 1.282 segundos-luz.
- O diâmetro do Sol é de cerca de 4.643 segundos-luz.
- A distância média entre a Terra e o Sol (a unidade astronômica) é de 499 segundos-luz.

Podem ser definidos múltiplos de segundos-luz, embora, além do ano-luz, sejam mais usados em publicações de ciência popular do que em trabalhos de pesquisa. Por exemplo, um minuto-luz tem 60 segundos-luz e a distância média entre a Terra e o Sol é 8.317 minutos-luz.
| Unidade     | Definição                               | Distância equivalente em | Distância equivalente em | Distância equivalente em | Exemplo |
| Unidade     | Definição                               | m                        | km                       | milhas                   | Exemplo |
| ----------- | --------------------------------------- | ------------------------ | ------------------------ | ------------------------ | --- |
| segundo-luz |                                         | 299792458 m              | 2.998×105 km             | 1.863×105 mi             | A distância média da Terra à Lua é de cerca de 1.282 segundos-luz                                                                  |
| minuto-luz  | 60 segundos-luz                         | 17987547480 m            | 1.799×107 km             | 1.118×107 mi             | A distância média da Terra ao Sol é de 8.317 minutos-luz                                                                           |
| hora-luz    | 60 minutos-luz = 3 600 segundos-luz     | 1079252848800 m          | 1.079×109 km             | 6.706×108 mi             | O semi-eixo maior da órbita de Plutão tem cerca de 5.473 horas-luz                                                                 |
| dia-luz     | 24 horas-luz = 86400 segundos-luz       | 25902068371200 m         | 2.590×10 km              | 1.609×10 mi              | Sedna está atualmente a 0.52 dias-luz do Sol; em uma órbita que varia de um periélio de 0.44 dias-luz a um afélio de 5.41 dias-luz |
| semana-luz  | 7 dias-luz = 604800 segundos-luz        | 181314478598400 m        | 1.813×1011 km            | 1.127×1011 mi            | Acredita-se que a nuvem de Oort se estenda entre 41 e 82 semanas-luz a partir do Sol                                               |
| ano-luz     | 365.25 dias-luz = 31557600 segundos-luz | 9460730472580800 m       | 9.461×1012 km            | 5.879×1012 mi            | Proxima Centauri é a estrela mais próxima do Sol, a cerca de 4.24 anos-luz de distância                                            |